# اسکاتلند در دوره امپراتوری روم

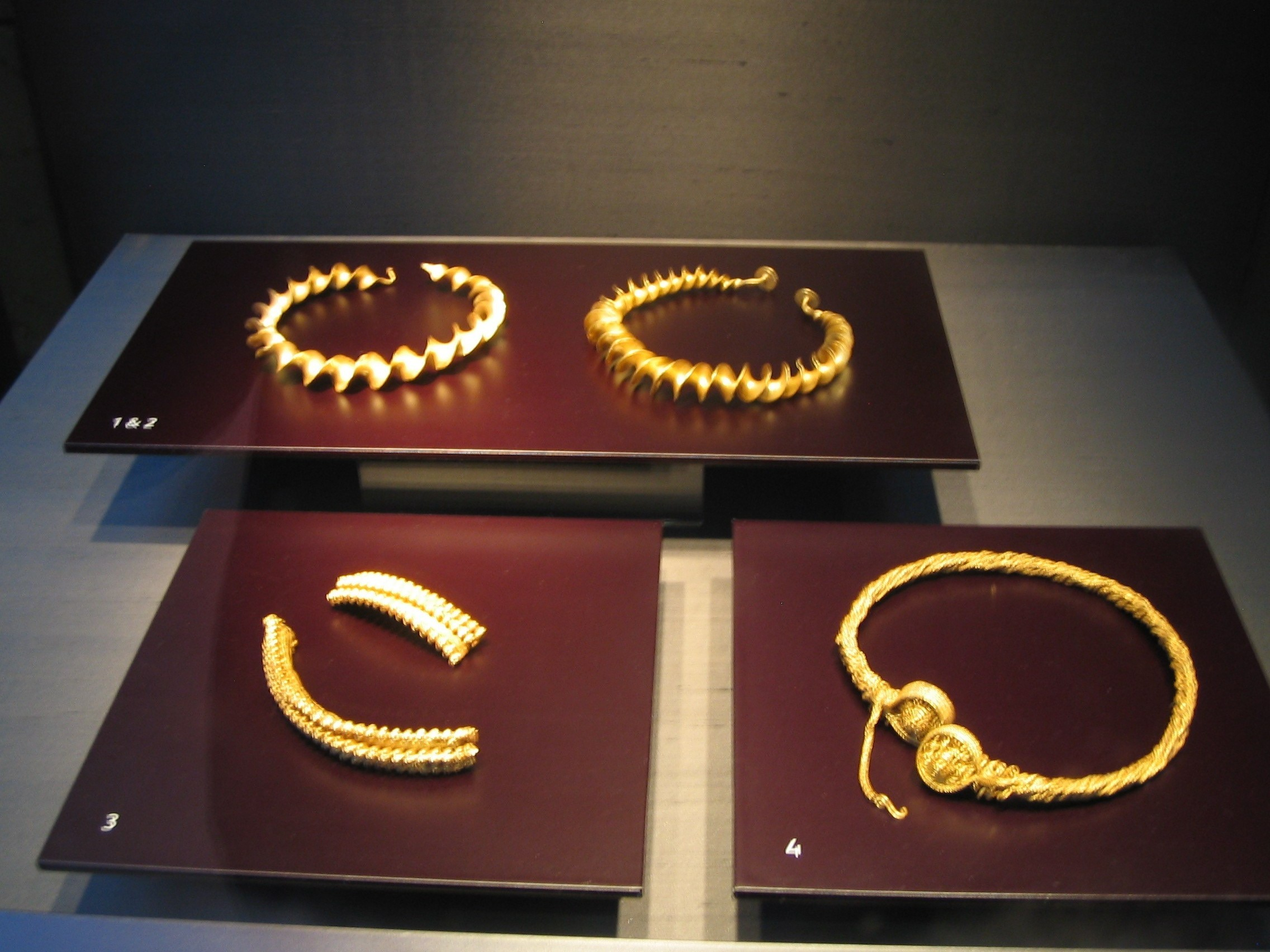
گردنبندهای حلقه‌ای استرلینگ: دفینهٔ گردنبندهای حلقه‌ای زر سلتیک

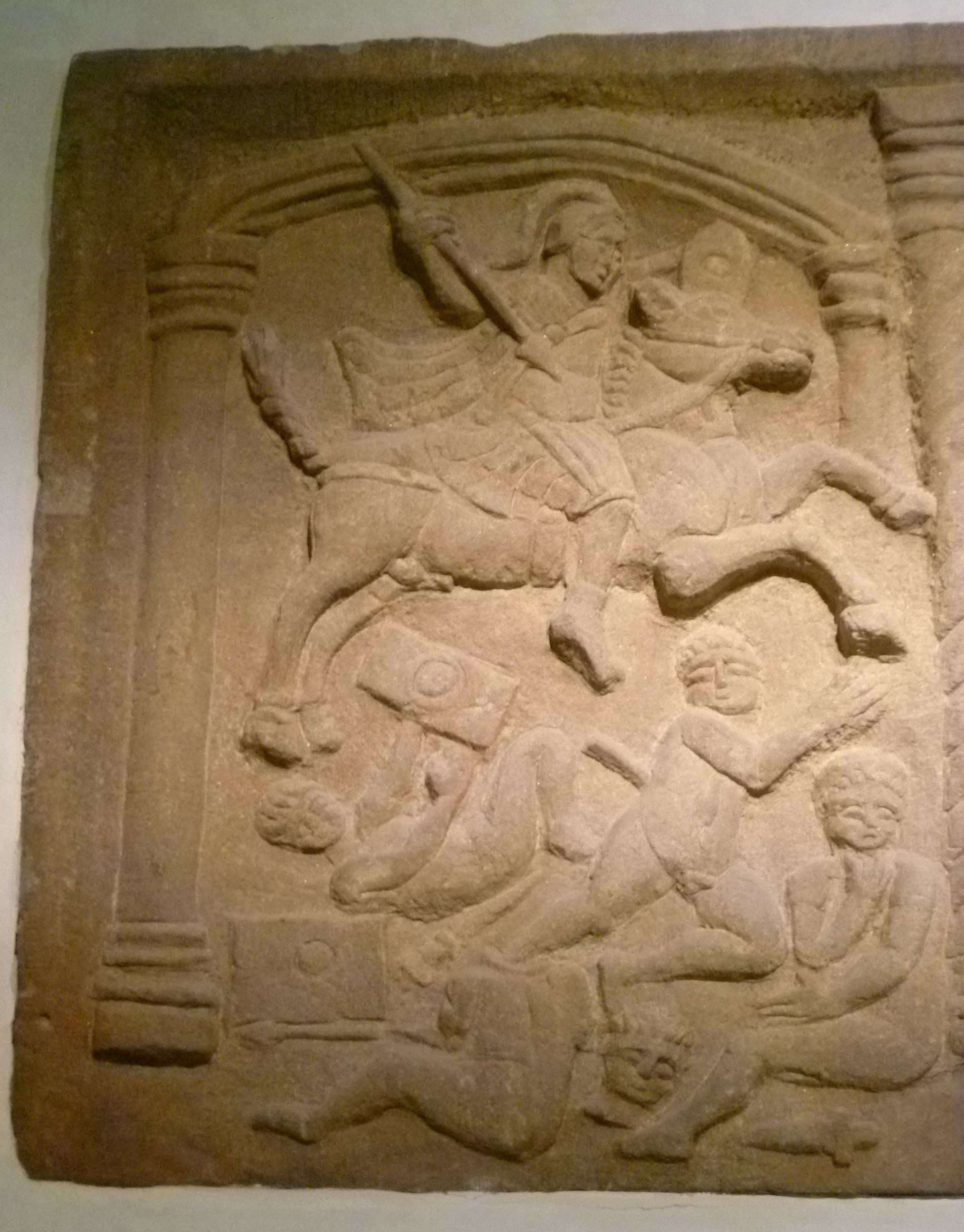
سواره‌نظام رومی پیکت‌ها را زیر پا می گذارد ، بر روی تخته بریجنس ، تخته‌ای که در بونس روی دیوار آنتونین پیدا شده‌است ، مربوط به سال ۱۴۲ پس از میلاد و اکنون در موزه ملی اسکاتلند

اسکاتلند در دوران امپراتوری روم به دورهٔ پیشاتاریخی اشاره دارد که طی آن امپراتوری روم با سرزمینی که اکنون اسکاتلند است همکُنش داشته‌است.
وارونِ تلاش‌های پراکنده برای گشایش و فرمانروایی بر این سرزمین میان سده‌های ۱ تا ۴ پس از میلاد، بیشتر اسکاتلند امروزی ، که خانهٔ  کالدونی‌ها و مایات‌ها بود ، در امپراتوری روم درنیامیخت.
در دورهٔ امپراتوری روم، بخشی از جزیرهٔ  بریتانیا در شمال رودخانهٔ فورث به کالدونیا نامـــــــوَر بود، در حالی که خود جزیره به نام بریتانیا شناخته می‌شد ، این نام همچنین به استان رومی بریتانیا که تقریباً از انگلستان و ولز امروزی (و نه کل بریتانیا) تشکیل شده‌بود داده‌‌شد و جایگزین نام پیشین و یونانی جزیره (آلبیون) شد.
لژیون‌های رومی پیرامون ۷۱ پس از میلاد به قلمرو اسکاتلند امروزی درآمدند درحالیکه بریتانیایی‌های سلتی در جنوب بریتانیای کبیر را سه دهه پیش گشوده بودند.
برای به فرجام رساندن گشایش بریتانیا، لژیون‌های رومی زیر فرماندهی نئوس ژولیوس آگریکولا و پتیلیوس کریالیس در دههٔ ۷۰ و ۸۰ در برابر کالدونی‌ها لشگرکشی کردند.
در کتاب آگریکولا، زندگی‌نامهٔ فرماندار رومی بریتانیا نوشتهٔ دامادش تاسیتوس ،  از یک پیروزی رومی در «مونس گراوپیوس» یاد می‌شود که همنام کوه‌های گرامپیان است ، اما چیستی آن از سوی دانشمندان امروزی زیر سوال رفته است.
چنین می‌نماید که آگریکولا سپس مسیر پوتئاس جغرافی‌دان یونانی را دوباره رفته و تسلیم دودمان‌های بومی را بدست آورده‌باشد؛ جهت برپایی دیدبان‌های رومی برای پایش تیزبینانه در راستای گسک ریج و سپس عقب‌نشینی به جنوب خط خور سالوی به رود تاین. خطی با نام دیوار هادریان ساخته شد.
چندین فرمانده رومی تلاش کردند گشایش همهٔ سرزمین‌های شمال این خط را به فرجام برسانند، از جمله پیشروی سدهٔ دوم گشایش‌ها تا بخشی که  دیوار آنتونین ساخته‌شد.
تاریخ این دوره پیچیده است و به خوبی مستند نمی‌باشد.
برای نمونه، استان والنتیا شاید سرزمین‌های میان دو دیوار رومی ، یا قلمرو پیرامون و جنوب دیوار هادریان ، یا استان رومی ولز بوده‌باشد.
رومیان بیشتر قلمرو کالدونی (اسکاتلندی) خود را تنها کمی بیش از ۴۰ سال در چنگ داشتند. آنها شاید تنها پیرامون ۸۰ سال سرزمین اسکاتلندی را زیر چیرگی خود داشتند.
برخی از تاریخ‌نگاران اسکاتلندی مانند آلیستر موفات بر این باورند راهیابی روم به سرزمین‌شان بی‌اهمیت بوده‌است.
وارونِ ادعاهای بزرگ از سوی یک نسخهٔ خطی جعلی در سدهٔ ۱۸ اکنون باور این است که رومیان هیچگاه حتی بر نیمی از اسکاتلند کنونی چیره نبودند و لژیون‌های رومی پس از پیرامون ۲۱۱ دیگر بر این سرزمین تأثیر نمی‌گذاشتند.
«اسکاتلندی» و «اسکاتلند» پس از سده‌ها در جایگاه انگاره‌های یکپارچه و همبسته نمایان نمی‌شوند. در واقع، امپراتوری روم در آن دوره بر بخش بخش اسکاتلند تأثیر گوناگون گذاشت: در زمان پایان فرمانروایی روم بر بریتانیا در پیرامون ۴۱۰ دودمان‌های گوناگون عصر آهن بومیِ این سرزمین زیر نام پیکت‌ها هم‌پیمان شده یا زیر چیرگی پیکت‌ها قرار گرفتند، درحالی‌که در نیمهٔ جنوبی کشور از سوی دودمان‌های بریتانیایی رومی فرمان می‌راندند.
اسکاتی‌ها یعنی تازندگان ایرلندی گالیک (که نام انگلیسی اسکاتلند را به این سرزمین دادند) ، در سواحل باختری نشیمن گزیده‌بودند.
هر سه گروه (پیکت‌ها، ایرلندیان گالیک و بریتانیایی-رومی‌ها) شاید در توطئه بزرگی که بریتانیای روم را در سال ۳۶۷ در نوردید ، همکاری داشتند.
در آن دوران نخستین گزارشات تاریخی بومیان پدیدار شد. با این حال ، ماندگارترین بازماندهٔ روم، مسیحیت و سواد بود که هر دو غیرمستقیم از سوی مبلغان ایرلندی به دست آمدند.

## بن‌مایه
- همکاری‌کنندگان ویکی‌پدیا، «Scotland during the Roman Empire »، ویکی‌پدیای انگلیسی، دانشنامهٔ آزاد (بازیابی ۶ مهر ۱۴۰۰)